# Heinz Simmet
Heinz Simmet (Göttelborn, 22 novembre 1944 – Hürth, 31 gennaio 2024) è stato un calciatore tedesco, di ruolo attaccante o centrocampista.

## Carriera

### Club
Crebbe nel Borussia Neunkirchern, dove fu schierato da attaccante, arrivando al Rot-Weiss Essen nel 1966, società nella quale venne utilizzato da centrocampista, adattandosi al ruolo di mediano. Passato al Colonia nella stagione successiva, conquistò due Coppe di Germania prima di centrare il double nel 1978. Terminò la carriera nel 1981.
Collezionò 419 presenze in Bundesliga, 38 in DFB-Pokal e 48 con 5 reti nelle competizioni UEFA per club (di cui 46 nella sola Coppa UEFA).

## Palmarès

### Club

#### Competizioni nazionali
- Coppa di Germania: 3

Colonia: 1967-1968, 1976-1977, 1977-1978
- Campionato tedesco: 1

Colonia: 1977-1978